# 阿舒甘杰乌帕齐拉
阿舒甘杰乌帕齐拉是孟加拉国婆羅門巴里亞縣的一个乌帕齐拉，位於吉大港专区的婆羅門巴里亞縣。。

## 人口
據2011年孟加拉国人口普查，阿舒甘傑共有戶數39856戶，人口180654人。其中男性佔比47.16%，女性佔比52.84%；成年人口8639人。該地7歲以上人口之平均識字率為21.4%。